# Léon Arthur Elchinger

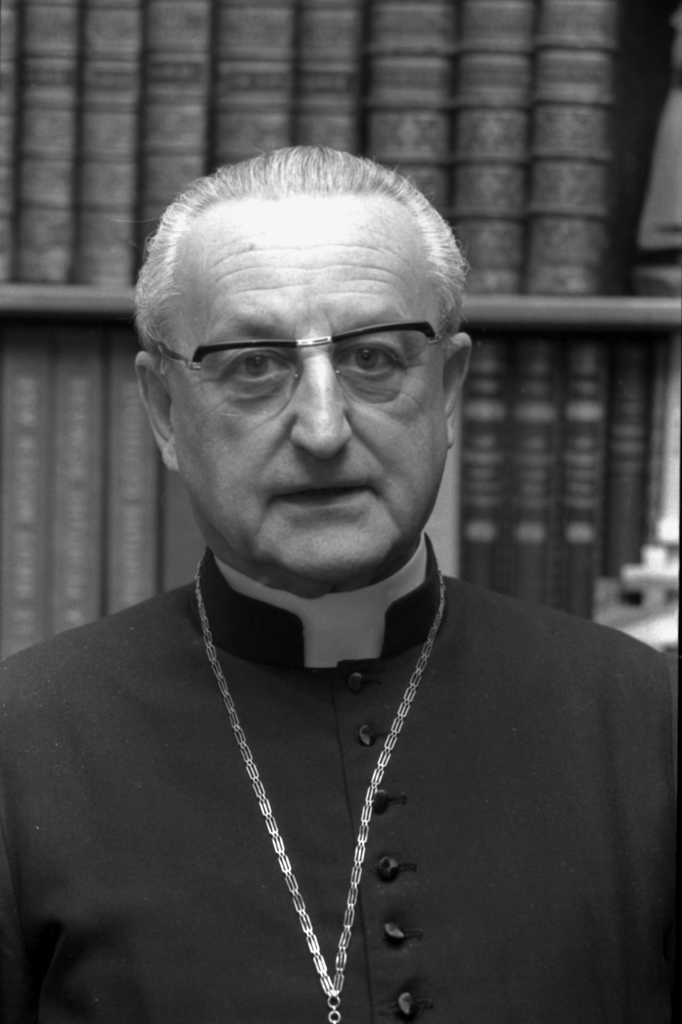
Bischof Léon-Arthur Elchinger (1980)

Léon Arthur Auguste Elchinger (* 2. Juli 1908 in Sufflenheim bei Hagenau, Elsaß-Lothringen; † 27. Juni 1998 in Straßburg) war römisch-katholischer Bischof von Straßburg.

## Leben
Léon Arthur Elchinger war der Sohn von Léon Elchinger und entstammte einer bürgerlichen Familie. Nach der Schulzeit in Hagenau und Nancy studierte er katholische Theologie in Straßburg und Rom. Dort empfing er am 4. April 1931 die Priesterweihe und promovierte anschließend in Theologie und Philosophie.
Nach der Ausbildung wurde er Professor am Priesterseminar in Straßburg und ab 1937 auch Militärpfarrer. Nach dem Einmarsch der deutschen Wehrmacht im Elsass wurde das Priesterseminar zusammen mit der Universität nach Clermont-Ferrand verlegt und blieb dort bis zum Ende des Kriegs 1945. Nach der Berufung zum Referenten für das Schulwesen in der Diözesanverwaltung wurde Léon Arthur Elchinger 1947 Ehrendomherr und schließlich auf Wunsch von Bischof Jean-Julien Weber PSS am 17. Mai 1957 zum Koadjutorbischof mit dem Recht der Nachfolge ernannt.
Papst Pius XII. bestätigte die Ernennung am 26. Oktober desselben Jahres und ernannte ihn zum Titularbischof von Antandrus. Am 16. Januar 1958 spendete ihm Jean-Julien Weber die Bischofsweihe. Mitkonsekratoren waren der Erzbischof von Aix, Charles de Provenchères, und der Erzbischof von Tours, Louis Henri Marie Ferrand.
Aufgrund seiner intimen Kenntnis der deutschen und französischen Kultur ernannte ihn Kardinal Achille Liénart 1962 zum Verbindungsbischof zwischen der französischen und deutschen Bischofskonferenz. Hier war er vor allem an den Arbeiten zum Zweiten Vatikanischen Konzil beteiligt, an dem er in allen vier Sitzungsperioden als Konzilsvater teilnahm.
Mit dem Rücktritt Jean-Julien Webers am 30. Dezember 1966 folgte er diesem als Bischof von Straßburg nach. Am 16. Juli 1984 nahm Papst Johannes Paul II. seinen altersbedingten Rücktritt an. Im Ruhestand war er publizistisch tätig und meldete sich regelmäßig in den Medien zu Fragen der Zeit.

## Wirken
Elchinger wurde zum einen durch seine deutsch-französische Herkunft geprägt, weshalb er die europäische Dimension von politischen und theologischen Entscheidungen erkannte. Aufgrund seiner ständigen „Suche nach einem menschennahen Gott“ war er von einer „heiligen Unruhe“ und Umtriebigkeit erfüllt, die nicht immer richtig erkannt und geschätzt wurde. Er engagierte sich stark für die Ökumene.
Elchinger machte sich auch durch seine Haltung zur Homosexualität einen Namen. Er bekämpfte Homosexualität energisch und behauptete, dass sie « risquait d'ébranler les ressorts profonds de la société démocratique » (Libération, deutsch: „die tiefen Triebfedern der demokratischen Gesellschaft zu erschüttern droht“) und « encourageait les jeunes à se désintéresser de la transmission de la vie » (Libération, deutsch: „die Jugend ermutigt, das Interesse an der Weitergabe des Lebens zu verlieren“). Aus diesem Grund wurde er regelmäßig von Vereinigungen wie Act Up angeprangert.
Im April 1982 veranlasste das Bistum, dass die IGA-Europatagung (heute International Lesbian, Gay, Bisexual, Trans and Intersex Association – ILGA) vier Tage vor Beginn aus dem angemieteten Heim des jungen christlichen Arbeiters „aus sittlichen Gründen“ ausquartiert wurde. In diesen ersten Apriltagen des Jahres 1982 war Bischof Elchinger nicht in Straßburg. Als er zurückkehrt, stimmt er jedoch der Ausquartierung zu. Auf einer Pressekonferenz sagte er: « Je respecte les homosexuels comme je respecte les infirmes. Mais s'ils veulent transformer leur infirmité en santé, je dois dire que je ne suis pas d'accord. » (Le Monde, deutsch: „Ich respektiere Homosexuelle, wie ich auch Behinderte respektiere. Aber wenn sie ihre Gebrechen in Gesundheit umwandeln wollen, muss ich sagen, dass ich damit nicht einverstanden bin.“) Die Gleichsetzung von Homosexuellen mit Behinderten durch Elchinger erzeugte ein breites Echo in den Medien. Mehrere Aktivisten und ein Verein verklagten Elchinger wegen Verleumdung. Die Klagen wurden jedoch abgewiesen, da die Kläger nicht persönlich von den Äußerungen des Bischofs betroffen seien. Elchinger wurden 20.000 F wegen erlittenem Schaden aufgrund der „waghalsigen“ Klage zugesprochen.